# Blarinella wardi
Blarinella wardi és una espècie de mamífer de la família de les musaranyes (Soricidae). És originària de la Xina i Myanmar. El seu hàbitat natural són els boscos secs tropicals o subtropicals.
Fou anomenada en honor del botànic i explorador britànic Frank Kingdon-Ward.